# Östra Sallerups församling

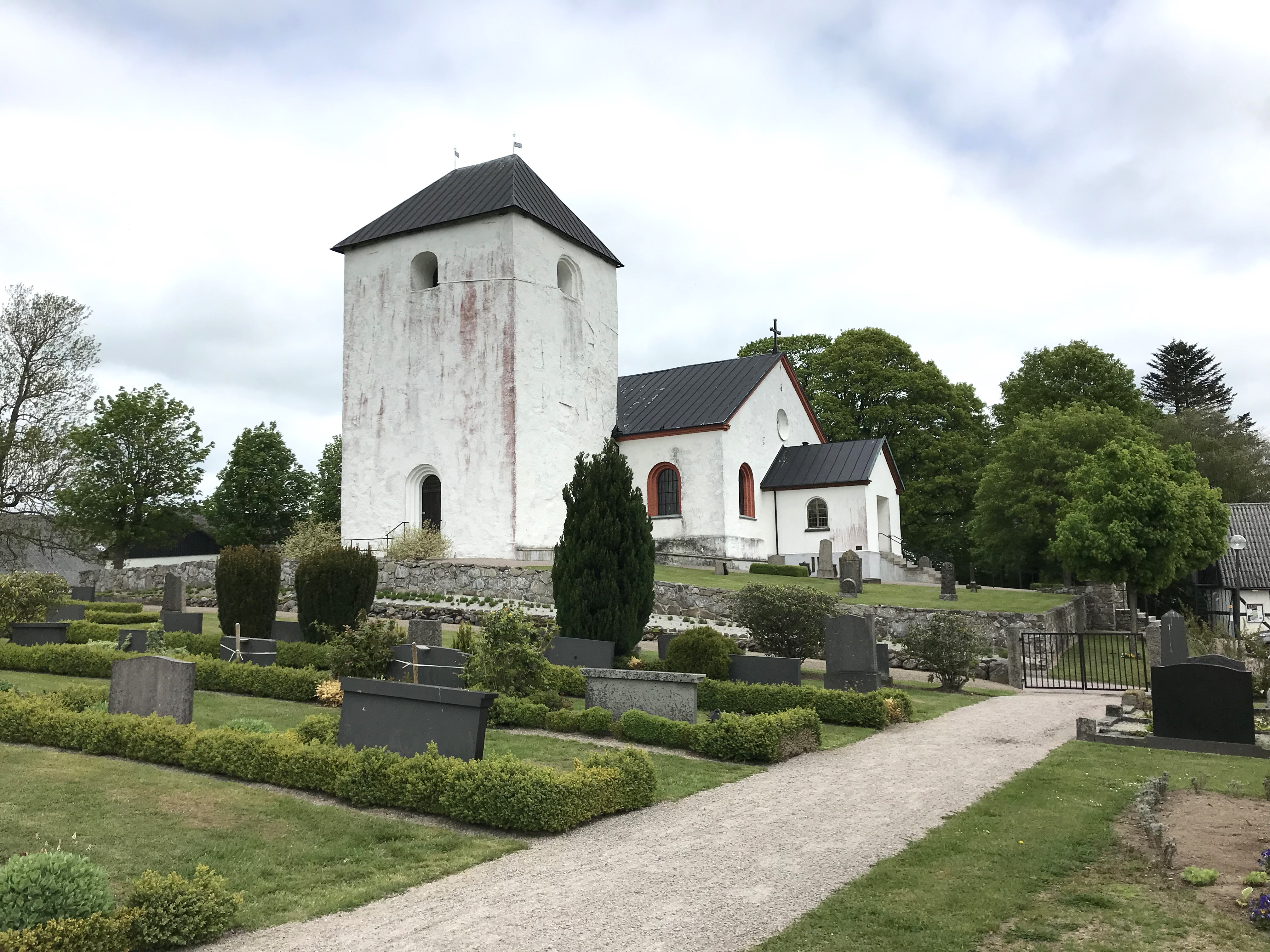
Östra Sallerups kyrka

Östra Sallerups församling var en församling i Lunds stift och i Hörby kommun. Församlingen uppgick 2006 i Västerstads församling.

## Administrativ historik
Församlingen har medeltida ursprung. Före den 1 januari 1886 (ändring enligt beslut den 17 april 1885) var namnet Sallerups församling.
Församlingen var till 1974 moderförsamling i pastoratet (Östra) Sallerup och Långaröd. Från 1974 till 2006 var den annexförsamling i pastoratet Västerstad, Östraby, Östra Sallerup och Långaröd. Församlingen uppgick 2006 i Västerstads församling.

## Kyrkor
- Östra Sallerups kyrka